# Rüdiger Gogräfe
Rüdiger Gogräfe (* 1956) ist ein deutscher Klassischer Archäologe.

## Leben
Von 1977 bis 1988 studierte er Klassische Archäologie, Vor- und Frühgeschichte und Alte Geschichte an den Universitäten Mainz und Bonn. Nach der Promotion zum Dr. phil. in Mainz bei Robert Fleischer erhielt er von 1988 bis 1989 das Reisestipendium des Deutschen Archäologischen Instituts. Von 1990 bis 1995 war er wissenschaftlicher Referent an der Station Damaskus des Deutschen Archäologischen Instituts. Seit 2016 arbeitet er für die Grabungsfirma Institut für Bauforschung und Dokumentation Marburg für die Ausgrabung und Bauforschung in der Johanniskirche (Alter Dom) in Mainz.

## Schriften (Auswahl)
- Die Wand- und Deckenmalereien der villa rustica „Am Silberberg“ in Bad Neuenahr-Ahrweiler. In: Berichte zur Archäologie an Mittelrhein und Mosel. Band 4 (= Trierer Zeitschrift Beiheft 20), 1995, S. 153–239.
- Die römischen Wand- und Deckenmalereien im nördlichen Obergermanien (= Archäologische Forschungen in der Pfalz. Band 2). Selbstverlag der Stiftung zur Förderung der Pfälzischen Geschichtsforschung, Neustadt an der Weinstraße 1999, ISBN 3-9805635-2-9.
- als Herausgeber mit Klaus Kell: Haus und Siedlung in den römischen Nordwestprovinzen. Grabungsbefund, Architektur und Ausstattung; internationales Symposium der Stadt Homburg vom 23. und 24. November 2000 (= Forschungen im römischen Schwarzenacker. Band 4). Ermer, Homburg 2003, ISBN 978-3-924653-31-6.
- Wand- und Deckenmalereien aus der villa rustica von Mülheim-Kärlich, Kreis Mayen-Koblenz. In: Berichte zur Archäologie an Mittelrhein und Mosel. Band 12, 2007, S. 69–205.
- Die Wiedergeburt des Mainzer Orpheus. Mainz 2007, ISBN 3-8053-3795-7.
- Theater im Römischen Reich. Bühne für Schauspieler, die Feiern des Imperiums und die Sponsoren des Reichs. Nünnerich-Asmus Verlag & Media, Mainz 2013, ISBN 978-3-943904-08-6.
- Isriye-Seriana (Iṯriyā). Heiligtum, Siedlung und Militärstation in Zentralsyrien von der frühen römischen Kaiserzeit bis in die mamlukische Epoche. WBG, Darmstadt 2016, ISBN 3-8053-5044-9.